# Быковка (Белгородская область)
Быковка — село в Яковлевском районе Белгородской области России, центр Быковского сельского поселения.

## География
Село расположено на левом берегу реки Ворсклы, непосредственно примыкая к застройке районного центра, города Строителя, с северо-запада, в 17,3 км по прямой к северо-западу от северо-западных окраин города Белгорода.

## История
В архивных источниках имеется свидетельство:
«Карповской волости Белгородского уезда деревня Быкова, крестьяне государственные четвертные. Откуда ведут свой род и кто был первым заимщиком — не помнят, знают только, что отцы были „Боярскими детьми“ и земля им пожалована за службу, так что когда в 1847 году их посадили на оброк, то они сначала было отказались платить его, ссылаясь на свои родовые прерогативы, вследствие чего местные власти должны были принять против них самих энергичные меры. В 1840-е годы два раза переходили души, но оба раза должны были возвратиться опять к четвертям, потому что в обществе происходила из-за этого большая смута; дело доходило даже до кольев и ножей, так что священник приходил к ним в поле в церковном облачении и с крестом в руках, и только благодаря этому, ему удалось помирить их между собою».
Основным занятием жителей было земледелие («троеполье»). Сеяли рожь, пшеницу, овес, занимались огородничеством, садоводством, скотоводством и пчеловодством. Из промыслов самыми распространенными были скорняжный и кожевенный. Особенно ценилась выделка овечьих шкур, места славились шитьем шуб, тулупов и пошивкой сапог.
До Октябрьской революции в селе Быковке имелась земская школа.
В середине ноября 1917 года в Быковке была установлена Советская власть. В селе Быковке был образован Козьмо-Демьяновский сельский совет.
В 1930 году вместе со всей страной сельский совет приступил к коллективизации. На территории Козьмо-Демьяновского сельского совета было организовано девять колхозов.
Во время Великой Отечественной войны, перед Курской битвой, в районе села проходил огневой рубеж, занимаемый 5-й батареей 1008-го истребительно-противотанкового артиллерийского полка 1-й танковой армии. 5 июля 1943 года батарея приняла удар немецких танков, поддерживаемых пехотой и артиллерией.
Командиру батареи старшему лейтенанту РККА ВС СССР Алихана Андреевича Гагкаева, героически погибшему в этом бою, в 1965 году было присвоено звание Героя Советского Союза посмертно.
1 августа 1943 года в районе села Быковка представители ставки Верховного командования — маршал Советского Союза Г. К. Жуков и командующий фронтом генерал армии Н. Ф. Ватутин — проводили совещание по подготовке и проведению контрнаступления войск Воронежского фронта на Южном фасе Курской дуги.
В 1947 году начальная школа в селе Быковке реорганизована в семилетнюю, а в 1967 году — в восьмилетнюю.
В 1950-е и 1960-е годы большинство колхозов Козьмо-Демьяновского сельского совета были присоединены к колхозу «1 Мая».
В 1986 году Быковская восьмилетняя школа была реорганизована в среднюю школу.
В 1987 году Козьмо-Демьяновский сельский совет был переименован в Быковский сельский совет, а затем в Быковский сельский округ. В 1990 году школа была переведена в новое здание.

## Инфраструктура
С января 2006 года СПК «1 Мая» вошел в состав ООО «Белгранкорм-Томаровка им. Васильева» — производство «Быковское».
В 2016 году в рамках проекта «Управление здоровьем» в селе Быковке открылся офис семейного врача с дневным стационаром.
Начал работу новый ТОС «Рыбачок» — совместно с жителями улиц Набережная и Молодёжная села Быковки проведено зарыбление и обустроена территория пруда «Быковский».

## Население
| 2002 | 2010 |
| ---- | ---- |
| 910  | ↗963 |